# 覺羅松阿達
觉罗松阿達（1829年—1866年），字茂林，号崑生，别号古樵，满洲正红旗人。清朝官员，进士出身。

## 生平
咸丰五年（1855）乙卯顺天乡试举人（时隶正红旗满洲觉罗恩瑞佐领下），庚申进士。后任主事。
师从姑父正黄旗满洲、道光己亥科举人恩荣（字小农）、道光三年（1823年）癸未科榜眼王广荫。

## 家族
- 始祖索長阿。
- 世祖觉罗龍敦（索長阿四子）。
- 世祖觉罗鐸弼（又多毕），都统。
- 世祖觉罗阿爾海，頭等侍衛。
- 世祖觉罗阿爾楚，三等輕車都尉。
- 世祖觉罗愛山，袭三等輕車都尉。
- 世祖觉罗赫林，袭三等輕車都尉，叅領、步軍總尉兼副都統。
- 世祖觉罗珠英（又朱英）[2]。
- 太高祖觉罗七十八，礼部员外郎。
- 高祖觉罗雙德，官主事。
- 曾祖觉罗寶善，笔帖式。
- 祖父觉罗吉隆阿（字仪庄），翻译生员，袭世管佐领兼觉罗学副管、鐵匠營翼長。胞弟觉罗吉興阿，清泰陵工部員外郎。
- 父觉罗海綿，翻译生员，盛京兵部员外郎。母章佳氏（父正红旗满洲、笔帖式穆腾阿，祖父泰安府知府九苞，胞兄前锋营参领祥亨）。
- 姑父正黄旗满洲、道光十九年（1839）己亥科举人恩荣（字小农），湖南沅江县、临湘县知县，编修并序《临湘县志》十三卷首一卷末一卷（同治十一年（1872）刻本）；与正蓝旗汉军进士守忠在湖南共事。
- 妻顏扎氏，正黄旗满洲、乾隆癸卯科舉人、乌里雅苏台将军彥德孙女，笔帖式景禄之女，咸丰壬子进士景廉侄女。[3]